# Свети Никола (Шлегово)
Вижте пояснителната страница за други значения на Свети Никола.
„Свети Никола“ (на македонска литературна норма: „Свети Никола“) е православна църква в село Шлегово, община Кратово, Северна Македония. Църквата е част от Кратовското архиерейско наместничество на Кумановско-Осоговската епархия на Македонската православна църква – Охридска архиепископия. Разположена е на самия изход на селото, на регионалния път Кратово — Пробищип. „Свети Никола“ е гробищният храм на селото.
Каменните паметници около гробищната църква „Свети Никола“ са обявени за паметници на културното наследство на Република Македония.